# Sagittaria papillosa
Sagittaria papillosa là một loài thực vật có hoa trong họ Alismataceae. Loài này được Buchenau miêu tả khoa học đầu tiên năm 1868.